# Йонджондо
Йонджондо (кор. 영종도) — остров Южной Кореи, находящийся в акватории Жёлтого моря, близ границы с КНДР и южнокорейской метрополии Инчхон. Административно входит в эксклав Чун-гу, один из районов Инчхона.

## География и инфраструктура
Остров Йонджондо расположен на расстоянии 2,5 километров от острова Волмидо и в 52 километрах от столицы Южной Кореи — Сеула. В центре острова находится гора Пегунсан. Остров является курортной зоной для жителей Инчхона и Сеула, известный пляжем Ырванни (을왕리해수욕장). Так как остров Йонджондо населяют также многочисленные популяции ласточек, его также называют «Ласточкин остров» (Джондо).
Остров соединён с материком двумя мостами. Мост «Йонджон» (часть южнокорейской автострады 130 соединяет его с городским районом Инчхона, Со-гу (서구), открытый в 2009 году, соединяет остров с районом Нью-Сондо, международным бизнес-регионом. Работы по его возведению обошлись в 318 млн. долларов США. Включает в себя 6  мостов, железнодорожные линии, два тоннеля и две ж/д станции.

## История
Во время корейско-японского конфликта в 1875 году (Инцидент у острова Канхвадо) на остров Йонджондо был высажен японский десант с военного корабля «Унъё». За счёт осушения моря остров Йонджондо увеличился в размерах, соединившись с островами Йонъюдо (용유도) на западе, Саммокто (кор. 삼목도) на северо-западе и Синбульдо (кор. 신불도) на юго-запад. Эти работы были произведены с целью создания свободных площадей для строительства Инчхонского международного аэропорта.